# 森山高明
森山 高明（もりやま たかあき、1951年9月15日 - ）は日本映画のCGデザイナー。マリンポスト代表取締役。静岡県出身。

## 経歴
1978年にマリンポストを設立。東南アジアのポストプロで活躍し、1985年に日本映画で特殊効果で参入。新人の育成にも傾入し、社内の環境整備を行った。

## 映画
| 公開年月日     | 作品名                                    | 制作（配給）                 | 役職             |
| -------------- | ----------------------------------------- | ---------------------------- | ---------------- |
| 1987年9月26日  | 竹取物語                                  | フジテレビ 東宝映画 （東宝） | コーディネーター |
| 1989年12月16日 | ゴジラvsビオランテ                        | 東宝映画 （東宝）            | コーディネーター |
| 1991年12月14日 | ゴジラvsキングギドラ                      | 東宝映画 （東宝）            | コーディネーター |
| 1992年12月12日 | ゴジラvsモスラ                            | 東宝映画 （東宝）            | コーディネーター |
| 1993年12月11日 | ゴジラvsメカゴジラ                        | 東宝映画 （東宝）            | コーディネーター |
| 1994年7月9日   | ヤマトタケル                              | 東宝映画 （東宝）            | コーディネーター |
| 1994年12月10日 | ゴジラvsスペースゴジラ                    | 東宝映画 （東宝）            | コーディネーター |
| 1995年12月9日  | ゴジラvsデストロイア                      | 東宝映画 （東宝）            | コーディネーター |
| 1996年12月14日 | モスラ                                    | 東宝映画 （東宝）            | コーディネーター |
| 1997年12月13日 | モスラ2 海底の大決戦                      | 東宝映画 （東宝）            | コーディネーター |
| 1998年12月12日 | モスラ3 キングギドラ来襲                  | 東宝映画 （東宝）            | コーディネーター |
| 1999年12月11日 | ゴジラ2000 ミレニアム                     | 東宝映画 （東宝）            | コーディネーター |
| 2000年12月16日 | ゴジラ×メガギラス G消滅作戦               | 東宝映画 （東宝）            | コーディネーター |
| 2001年12月15日 | ゴジラ・モスラ・キングギドラ 大怪獣総攻撃 | 東宝映画 （東宝）            | コーディネーター |
| 2002年12月14日 | ゴジラ×メカゴジラ                         | 東宝映画 （東宝）            | コーディネーター |
| 2003年12月13日 | ゴジラ×モスラ×メカゴジラ 東京SOS          | 東宝映画 （東宝）            | コーディネーター |